# مشجر

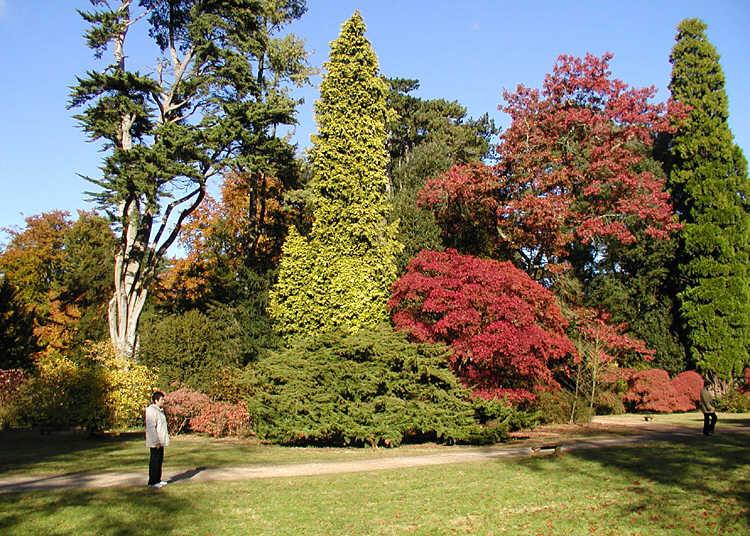

المشجر حقل تجارب يوجد في الهواء الطلق، لزراعة الأشجار والشجيرات والنباتات الخشبية الأخرى في ظروف طبيعية يجري فيه ترتيب النبتات وتزويدها برقاع تبين فصائلها كما تبين علاقات الأنواع المختلفة للفصيلة المشتركة.
وقد أسهمت معظم المشاجر المفتوحة في إدخال البهجة والمتعة إلى الجمهور ونالت تقديرًا واستحسانًا.
كما اسهمت المشاجر في ازدياد الأساليب العملية لزراعة الأشجار والشجيرات في ازدياد الأساليب العلمية لزراعة الأشجار والشجيرات الأكثر تحملًا وجمالًا وتحتوي معظم المشاجر على أجزاء مخصصة للتجارب، لاستنبات فصائل جديدة ونادرة من النباتات، تخصص اجزاء منها للمتسلقات والشجيرات.